# 市长
市長是近現代开始出现市这一行政单位后，其行政首长使用的职衔。亦用以翻译汉语之外，城市或市鎮最高行政首長職稱。
在許多政府系統裡，市長是当地的最高行政長官。市長這個名稱在全世界各個地方依據當地的法律有不同職責和權力，也因各個地方而有不同意義。市长的任命有两种常见情况，一是上级地方政府或中央政府任命，二是，通过地方议会选举产生。此外，在西方国家的政治传统中，市长做为地方行政首长、地方“第一公民”，有礼仪性质首长的职能。如市长担任地方议会主席，后者即是一种礼仪性职务:58—61。
在实际行政中，世界各地被称为市长的地方行政首长差别巨大。在人口众多、经济发达的大城市，如纽约、东京等，当地行政首长需领导庞大的行政机构和人员。在一些低级地方政府中，市长则一般为无给职或低给职，下属人员较少，本人则多为兼职人员:58。

## 各地情況

### 欧洲
英語：，出自拉丁文，「較大的」的意思。法语：，德语：，荷兰语：:58。

### 亞洲
- 在中国大陆，市长是市政机关的行政首長，地级市的市长由市人民代表大会选举产生，职责是主持市人民政府的工作，地位僅次於市委書記。
- 在台湾，市長是指直轄市（屬一級行政區）、市（屬二級行政區）、縣轄市（屬三級行政區）的行政首長。由市民直選產生。
- 在日本，「市長」職務可以指基層政權——市町村的行政首長，即市長、町長、村長。由市町村民直選產生。
- 在韩国，市長是指特別市、特別自治市、廣域市（上列3種為一級行政區）、市（屬二級行政區）的行政首長。由市民直選產生。
- 在马来西亚，市长指的是拥有市政厅资格的地方政府之首领。有时市议会（Municipal Council）的首领也称为市长，但多数情况使用「主席」（President）一词。市长由各州政府遴选。
- 在新加坡，市長是指社區的領導人。
- 在越南，「市長」職務是指一個市的人民委員會主席。

##### 海峽兩岸一級行政區市長列表
- 在中华人民共和国，包括直辖市、地级市、县级市的市长在内，与从省长至镇长的各级地方行政首长类似，由地方各级人民代表大会通过差额选举产生。地方各级人民代表大会在一定条件下，可提出本级人民政府行政首长的罢免案[1]:61。

| 市长           | 市政府         | 任命者或选举     | 其他职位或政治地位                           |
| 中华人民共和国 | 中华人民共和国 | 中华人民共和国   | 中华人民共和国                               |
| -------------- | -------------- | ---------------- | -------------------------------------------- |
| 北京市市长     | 北京市人民政府 | 北京市人大常委会 | 第十九届中共中央委员、中共北京市委副书记     |
| 上海市市长     | 上海市人民政府 | 上海市人大常委会 | 第十九届中共中央委员、中共上海市委副书记     |
| 天津市市长     | 天津市人民政府 | 天津市人大常委会 | 第十九届中共中央纪委委员、中共天津市委副书记 |
| 重庆市市长     | 重庆市人民政府 | 重庆市人大常委会 | 第十九届中共中央候补委员、中共重庆市委副书记 |
| 中華民國       |                |                  |                                              |
| 臺北市市長     | 臺北市政府     | 2022年九合一選舉 | 不適用                                       |
| 新北市市長     | 新北市政府     | 2022年九合一選舉 |                                              |
| 桃園市市長     | 桃園市政府     | 2022年九合一選舉 |                                              |
| 臺中市市長     | 臺中市政府     | 2022年九合一選舉 |                                              |
| 臺南市市長     | 臺南市政府     | 2022年九合一選舉 |                                              |
| 高雄市市長     | 高雄市政府     | 2022年九合一選舉 |                                              |

### 非洲
- 在南非，市長是當地政府的負責人。在過去，市長主要是一個擔任禮儀性職務的角色，地位不同於一般積極管理城市的市長。